# いわき市の野外彫刻
いわき市の野外彫刻(いわきしのやがいちょうこく)は、いわき市の彫刻設置作品の一覧である。
| 設置年        | 場所                                                | 作家名             | 作品名                             | 外部リンク |
| ------------- | --------------------------------------------------- | ------------------ | ---------------------------------- | ---------- |
| 1991年2月8日  | いわき駅前 ネモトビル側設置                         | 北郷悟             | 「星を見る人」                     |            |
| 1991年4月23日 | いわき駅前 旧ホテルサンルート側設置                 | 舟生厚             | 「いわきの女」                     |            |
| 1992年3月19日 | いわき駅前 東邦銀行平支店側設置                     | 北郷悟             | 「潮風」                           |            |
| 1994年5月31日 | いわき駅前 勇屋ビル側設置                           | 薮内佐斗司         | 「あきたいぬもあるけば」           |            |
| 1994年11月1日 | 湯本駅前設置                                        | 黒川晃彦           | 「横笛を吹く人」                   |            |
| 1994年11月1日 | 湯本駅前設置                                        | 黒川晃彦           | 「ワンモア・タイム」               |            |
| 1995年3月26日 | 湯本駅前設置                                        | 黒川晃彦           | 「トランペットを吹く人」           |            |
| 1995年3月26日 | 湯本駅前設置                                        | 黒川晃彦           | 「猫」                             |            |
| 1995年3月26日 | 湯本駅前設置                                        | 黒川晃彦           | 「花束」                           |            |
| 1995年5月31日 | いわき駅前 ラトブ側設置                             | バリー・フラナガン | 「無題」                           |            |
| 1995年9月30日 | 湯本駅前設置                                        | 黒川晃彦           | 「フルート吹く少女」               |            |
| 1997年3月18日 | 《HOTパーク湯本》天王崎交差点東側設置               | 黒川晃彦           | 「小さな花」                       | [ 1 ]      |
| 1998年4月12日 | 勿来駅前設置                                        | 高野正晃           | 「ずっと青空」                     | [ 2 ]      |
| 1998年11月1日 | 湯本駅前設置                                        | 北郷悟             | 「遠い国」                         |            |
| 1999年3月27日 | 湯本町一番町通り設置                                | 北郷悟             | 「光の中に」                       |            |
| 2000年5月26日 | 勿来駅前設置                                        | 北郷悟             | 「八幡太郎義家騎馬像」             | [ 3 ]      |
| 2010年4月22日 | 小名浜支所前設置                                    | 湯川隆             | 「天使のような女」                 |            |
| 1984年10月    | いわき市役所前設置                                  | 笹戸千津子         | 「若き立像」82 (株すまい贈)        | [ 4 ]      |
| 1992年        | いわき公園 設置                                     | 湯川隆             | 母子像                             | [ 5 ]      |
| 不明          | NTTいわき向かい・菱川ルミエールビル前設置           | 笹戸千津子         | 「若き立像」88                     | [ 6 ]      |
| 不明          | いわき市文化センター 玄関前設置                     | 土屋武             | 歩く鉄                             | [ 6 ]      |
| 1979年作      | いわき市立美術館 玄関前設置                         | ヘンリー・ムーア   | 横たわる人体・手                   | [ 7 ]      |
| 不明          | いわき市小太郎町ー新川公園側 設置                   | 一色邦彦           | 翔彩の譜                           | [ 6 ]      |
| 不明          | いわき公園設置                                      | 小瀧勝平           | 未来の風                           | [ 8 ]      |
| 2003年5月     | ロイヤル・パレ・ソレイユ いわき駅前・新川公園側設置 | 竹田 光幸          | ぐぅ・ちょき・ぱぁ・ジャンケンポン | [ 9 ]      |
| 不明          | いわきアリオス小ホール入り口新川側設置              | 渡辺尋志           | 時待音                             | [ 6 ]      |
| 不明          | 松ヶ岡公園設置                                      | 本田朝忠           | 安藤宣正                           | [ 6 ]      |

## 参考・脚注
1. ↑  黒川晃彦「小さな花」
2. ↑  「ずっと青空」
3. ↑  北郷悟「八幡太郎義家騎馬像」
4. ↑  笹戸千津子「若き立像」82
5. ↑  湯川隆・母子像
6. 1 2 3 4 5  美の散歩・いわきタウンウオーキングマップより
7. ↑  横たわる人体・手
8. ↑  未来の風
9. ↑  グウチョキパー・ジャンケンポン

## 参考・外部リンク
- いわき市立美術館
- いわき市彫刻のある街づくり事業 彫刻設置作品一覧・設置場所